# Longuenesse
Longuenesse là một xã ở tỉnh Pas-de-Calais trong vùng Hauts-de-France của Pháp.

## Dân số
| 1962                                                           | 1968 | 1975 | 1982   | 1990   | 1999   | 2006   |
| -------------------------------------------------------------- | ---- | ---- | ------ | ------ | ------ | ------ |
| 3623                                                           | 4794 | 9397 | 11,970 | 12,604 | 12,518 | 12,018 |
| Số liệu điều tra dân số từ năm 1962, dân số không tính hai lần |      |      |        |        |        |        |

## Twin towns
- Vedrin, in Bỉ